# Pienza
Pienza est une commune italienne du Val d'Orcia,  en province de Sienne (Toscane). Le centre historique de Pienza est inscrit sur la liste du patrimoine mondial de l'humanité établie par l'UNESCO.

## Histoire
Pienza, anciennement connue sous le nom de Corsignano, n'est qu'une simple bourgade toscane quand y naît Enea Silvio de’ Piccolomini, futur pape Pie II. Un an après son élection, en 1459, Pie II élève son village natal au rang de ville et de résidence épiscopale, sous le nouveau nom de « Pienza », dérivé de Pius. Il entreprend un vaste programme, qu'il confie à l'architecte Bernardo Rossellino, destiné à faire de Pienza une ville modèle de la Renaissance. Sa mort en 1464 met un terme prématuré aux opérations : il n'aura eu le temps de faire bâtir qu'un palais pontifical, une cathédrale et une place.

## Culture

### Patrimoine

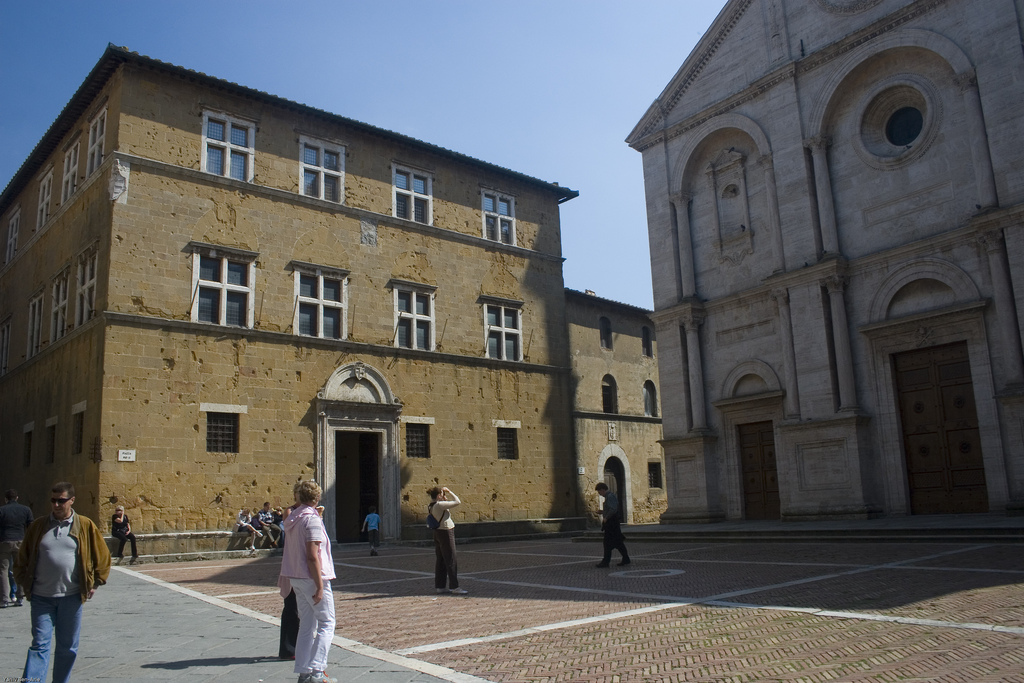
Le parvis du Duomo et de l'évêché.

La ville est conçue autour d'une place centrale, aujourd'hui place Pie-II. Elle est dominée par la cathédrale. L'édifice, en travertin, a été bâti sur le site de l'ancienne église paroissiale, Santa-Maria. Sa façade est l'œuvre de Leon Battista Alberti. La nef centrale est ornée de larges verrières, symbolisant les lumières de l'humanisme, ainsi que de cinq retables, œuvres d'artistes siennois. Bâtie en haut d'une colline, la cathédrale s'affaisse lentement.
Cependant, Pie II avait tenu à ce que nul ne touche à la cathédrale. Tout contrevenant serait excommunié. Malgré cela, des travaux de restauration et de maintien de l'édifice ont été effectués au cours du XIXe siècle.
En raison de la beauté de son centre historique de la Renaissance, Pienza a été choisie pour devenir un membre du patrimoine naturel, artistique et culturel de l'UNESCO en 1996.

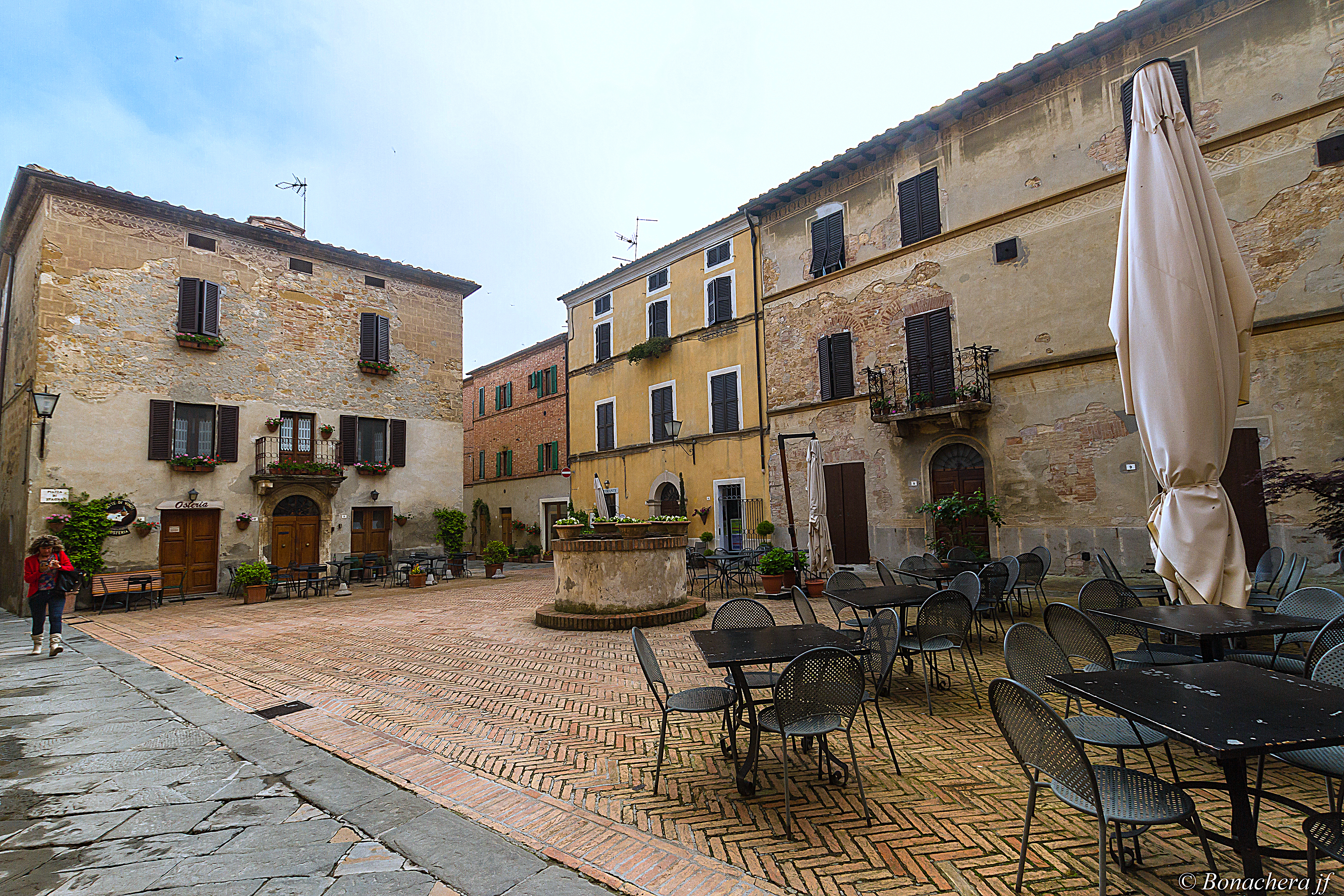
Piazza di Spagna.

#### Monuments sur la place Pie-II

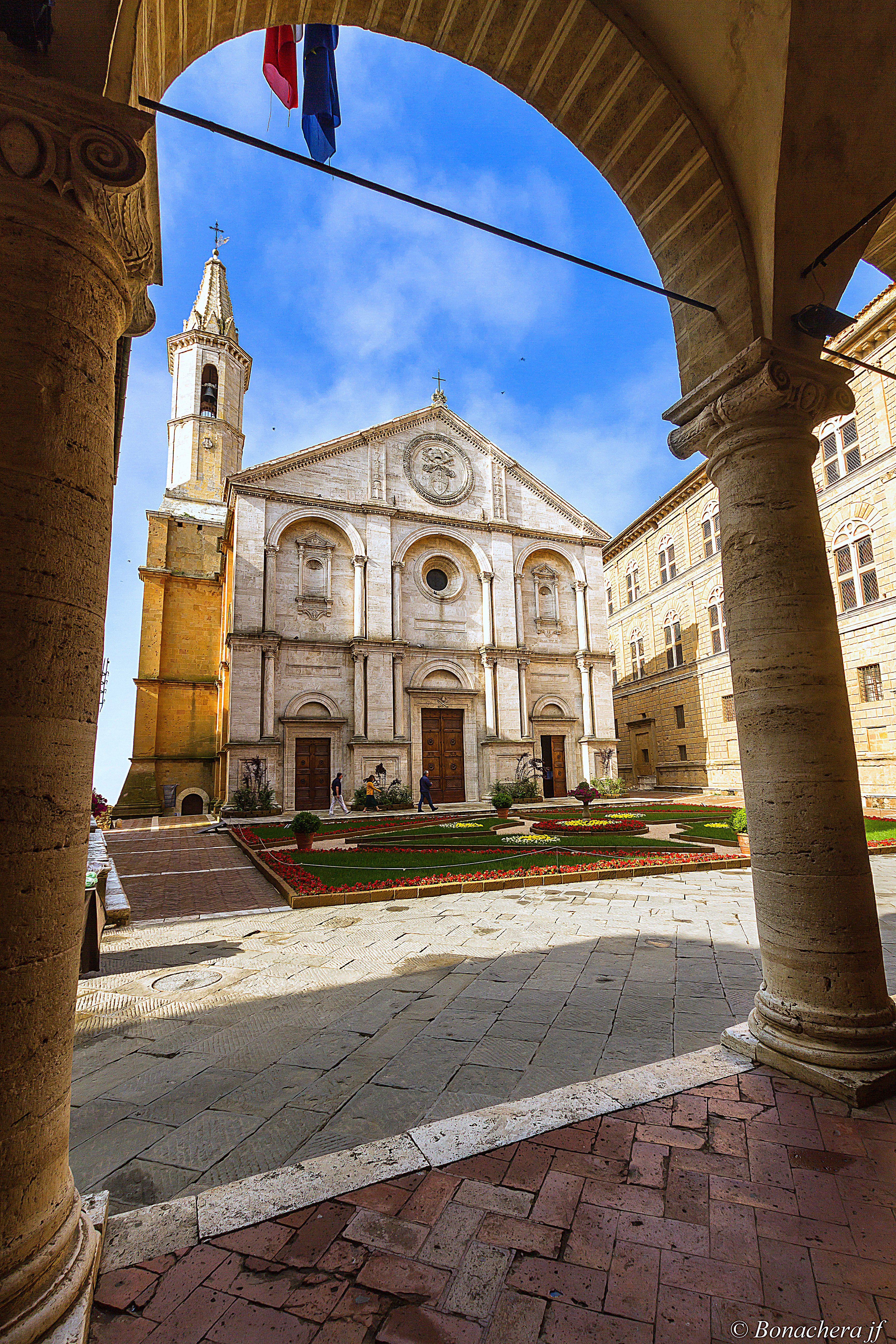
La cathédrale prise lors d'une fête des fleurs, depuis les arcades du palazzo comunale.

- La cathédrale, le Duomo de Pienza
- Palais Piccolomini à sa droite
- Palazzo Comunale, en face
- Palazzo Vescovile, sur sa gauche

### Autres monumentsintraetextra muros
- Église San Francesco
- Palazzo Vescovile
- Monastère de Sant'Anna in Camprena

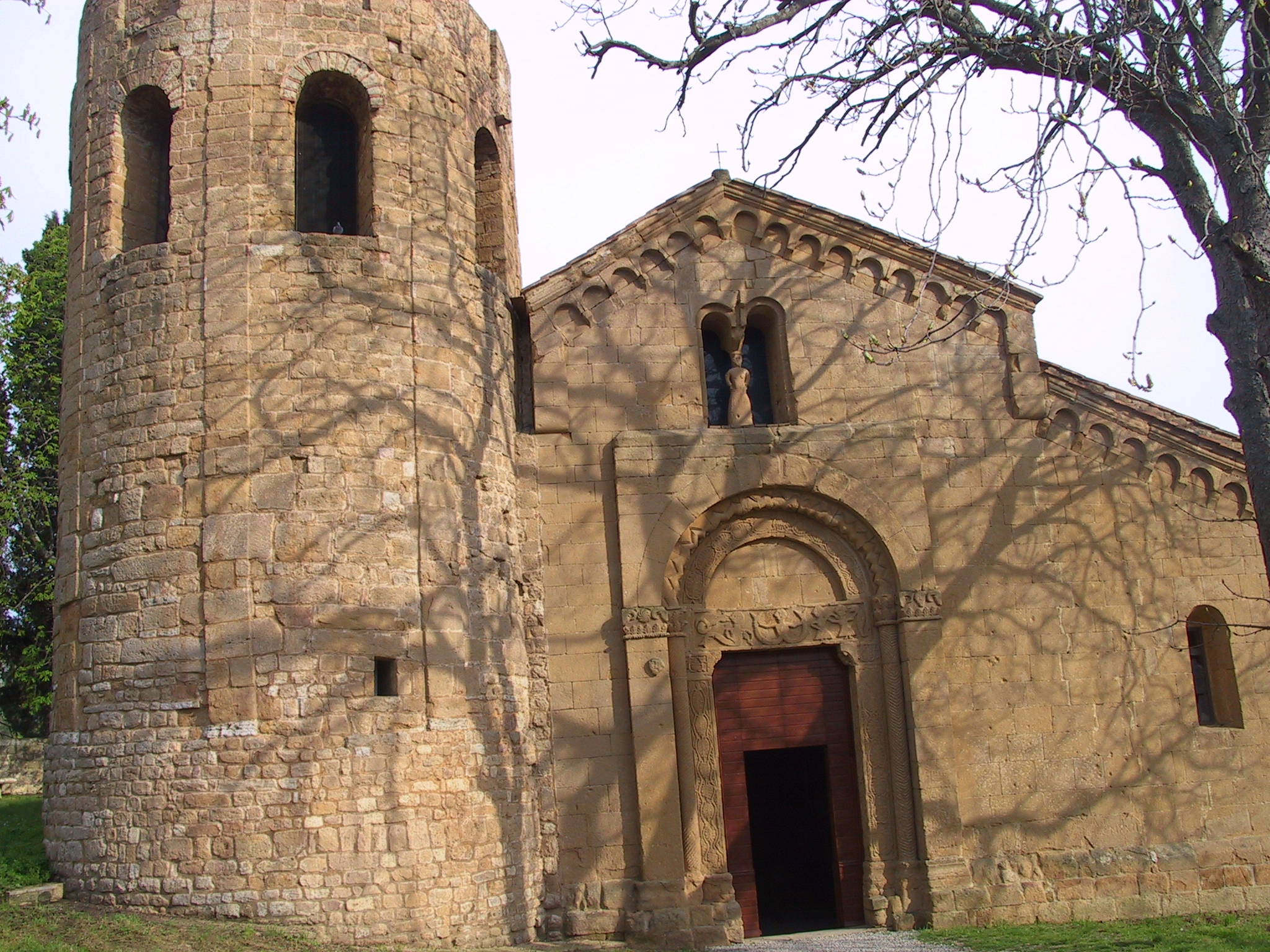
Pieve di Corsignano à Pienza.

- Église de San Bernardino à Castelluccio di Pienza
- Pieve dei Santi Leonardo e Cristoforo (église paroissiale)  à Monticchiello
- Pieve di Santa Maria dello Spino (église paroissiale)
- Chapelle de San Regolo (Palazzo Massaini)
- Église de la Misericordia
- Église de San Giovanni
- Église de Santa Caterina
- Conservatoire de San Carlo
- Pieve dei Santi Vito e Modesto (église paroissiale) à Corsignano
- Ermitage
- Abbaye de San Pietro in Campo
- Église de San Niccolò à Spedaletto
- Pieve di Corsignano

### Cinéma
Plusieurs films ont été tournés sur la commune de Pienza, notamment Le Patient anglais et plus récemment Gladiator.

## Administration
| Période                                  | Période  | Identité      | Étiquette                | Qualité |
| ---------------------------------------- | -------- | ------------- | ------------------------ | ------- |
| 27 mai 2019                              | En cours | Manolo Garosi | Lista Civica "La Piazza" |         |
| Les données manquantes sont à compléter. |          |               |                          |         |

### Hameaux
Cosona, Monticchiello

### Communes limitrophes
Castiglione d'Orcia, Chianciano Terme, Montepulciano, Radicofani, San Giovanni d'Asso, San Quirico d'Orcia, Sarteano, Torrita di Siena, Trequanda, Bagno Vignoni, Montalcino

### Évolution démographique
Habitants recensés